# ダッチ・マンテル
"ダーティ" ダッチ・マンテル（"Dirty" Dutch Mantel、本名：Wayne Maurice Keown、1949年11月29日 - ）は、アメリカ合衆国の元プロレスラー。テキサス州パンパ出身。
生年は1952年、出身地はカンザス州カンザスシティともされる（ギミック上の出身地はテキサス州オイル・トラフ、テネシー州ナッシュビルなど）。
現役選手時代はカウボーイやレッドネックをギミックとしたヒールのラフファイターとして、アメリカ南部を主戦場に活躍。引退後はインディー団体のプロデューサーとなって活動し、2003年から2009年にかけてはTNAにてブッカーを担当。2010年代はWWEにて、ゼブ・コルター（Zeb Colter）の名でレスラーのマネージャーを務めていた。

## 来歴
1972年7月8日、NWAジョージア地区のスタジオTVマッチにおいて、アルゼンチン・アポロのジョバーとしてウェイン・コーワン（Wayne Cowan）の名義でデビュー。同地区から分裂した新興団体ASWA（オール・サウス・レスリング・アライアンス）にも出場して、1973年にはASWAジョージア・ジュニア・ヘビー級王座の初代チャンピオンに認定された。
1974年7月、クリス・ギャラガー（Chris Gallagher）と名乗ってテネシーのNWAミッドアメリカ地区に登場。同地区の英雄的存在だったジャッキー・ファーゴをはじめ、リッキー・ギブソンやトージョー・ヤマモトなどと対戦した。以降もミッドアメリカを主戦場に、1975年よりリングネームをダッチ・マンテル（Dutch Mantel）に定着させて活動。ロン・バス、デビッド・シュルツ、ジプシー・ジョーらと組んでヒールのキャリアを積み、1978年3月25日にはランディ・サベージを破りNWAミッドアメリカ・ヘビー級王座を獲得した。
1979年にプエルトリコのWWCに遠征して、フランキー・レインと悪党カウボーイコンビの "Los Vaqueros Locos（The Crazy Cowboys）" を結成。カルロス・コロン&ウラカン・カスティーヨやインベーダー1号&2号などのチームを破り、WWC北米タッグ王座を再三獲得した。
1980年1月、ビル・ロビンソン、ブルーザー・ブロディ、アンジェロ・モスカなどが同時参加した全日本プロレスの『新春ジャイアント・シリーズ』に初来日。開幕戦の後楽園ホール大会では天龍源一郎とのシングルマッチが組まれ、ロビンソンやブロディと組んでのタッグマッチではジャイアント馬場やジャンボ鶴田とも対戦した。
帰米後はジム・バーネットの主宰するジョージア・チャンピオンシップ・レスリングに参戦し、トミー・リッチ、トニー・アトラス、レイ・キャンディ、ラーズ・アンダーソン、バズ・ソイヤー、チック・ドノバン、テリー・テイラー、チャボ・ゲレロなどと対戦。1981年にはケビン・サリバンからNWAジョージア・ジュニアヘビー級王座を奪取した。
以降は1980年代全般に渡り、古巣ミッドアメリカの後継団体であるメンフィスのCWAを主戦場に、喧嘩ファイトを身上とするヒールとして活躍。1981年から1983年にかけて、ジェリー・ローラーやビル・ダンディーとAWA南部ヘビー級王座を巡る抗争を繰り広げた。1984年4月には、テリー・ファンクのブッキングで旧UWFの旗揚げシリーズにボブ・スウィータンやスコット・ケーシーと共に来日。4月11日の大宮スケートセンターにおける開幕戦のメインイベントで前田日明と対戦した。
主戦場のCWAでは1985年11月4日、ヒールターンしたダンディーと組んでスティーブ・カーンとスタン・レーンのファビュラス・ワンズからAWA南部タッグ王座を奪取。自身も時折フェイスターンを行い、帝王ローラーのタッグパートナーを務めたこともある。ミッドアメリカ・ヘビー級王座にも、ジェシー・バー、デニス・コンドリー、バディ・ランデル、リップ・ロジャースなどを下して再三返り咲いた。
1986年、 "ハングマン" ボビー・ジャガーズとカウボーイ系タッグチームのカンザス・ジェイホークス（The Kansas Jayhawks）を結成、ジム・クロケット・ジュニア主宰のNWAミッドアトランティック地区にベビーフェイスのポジションで参戦し、ミッドナイト・エクスプレス（コンドリー&ボビー・イートン）やザ・ラシアンズ（イワン・コロフ&クラッシャー・クルスチェフ）などのチームと抗争。同年11月27日の『スターケード』アトランタ大会では、ラシアンズの保持するUSタッグ王座に挑戦した。
ジェイホークス解散後はアラバマのコンチネンタル・チャンピオンシップ・レスリングにて、1987年4月10日にエイドリアン・ストリートからNWAサウスイースタン・ヘビー級王座を奪取。以降はCWAの後継団体USWAを経て、1990年代初頭はWCWやジム・コルネットのスモーキー・マウンテン・レスリングにおいて、ヒールのマネージャーやカラー・コメンテーターを担当。WCWではブラック・バートとデッドアイ・ディックを配下に、テキサスのアウトローをイメージしたザ・デスペラードス（The Desperados）なるユニットを結成、当時WCWに出場していたスタン・ハンセンとの共闘アングルも予定されていたが、ハンセンが日本でのスケジュールを優先させたため実現には到らなかった。
1995年からは、アンクル・ゼベカイア（Uncle Zebekiah）を名乗りマネージャーとしてWWFに登場。ジェイコブとイーライのブルー・ブラザーズやジャスティン "ホーク" ブラッドショーなど、南部出身の大型ラフファイターの司令塔となった。1997年にメンフィスのUSWAに戻り、選手としてリングに復帰してローラーとの抗争を再開。同年8月8日にローラーを破り、最後のUSWA統一世界ヘビー級王者となった。
以降は現場を離れ、2000年代初頭はIWAプエルトリコなどのインディー団体でクリエイティブ・コンサルタントを担当。2003年からはメンフィス時代からの間柄であるジェリー・ジャレット&ジェフ・ジャレットの親子が創設したTNAに参画し、ブッキング・チームの一員となって活動した。2009年7月31日付でTNAとの契約が終了し、同年12月には自著 "The World According to Dutch" を発表。その後は2011年12月にTNAのジェフ・ジャレットが創設したリング・カ・キングの運営に参画した。

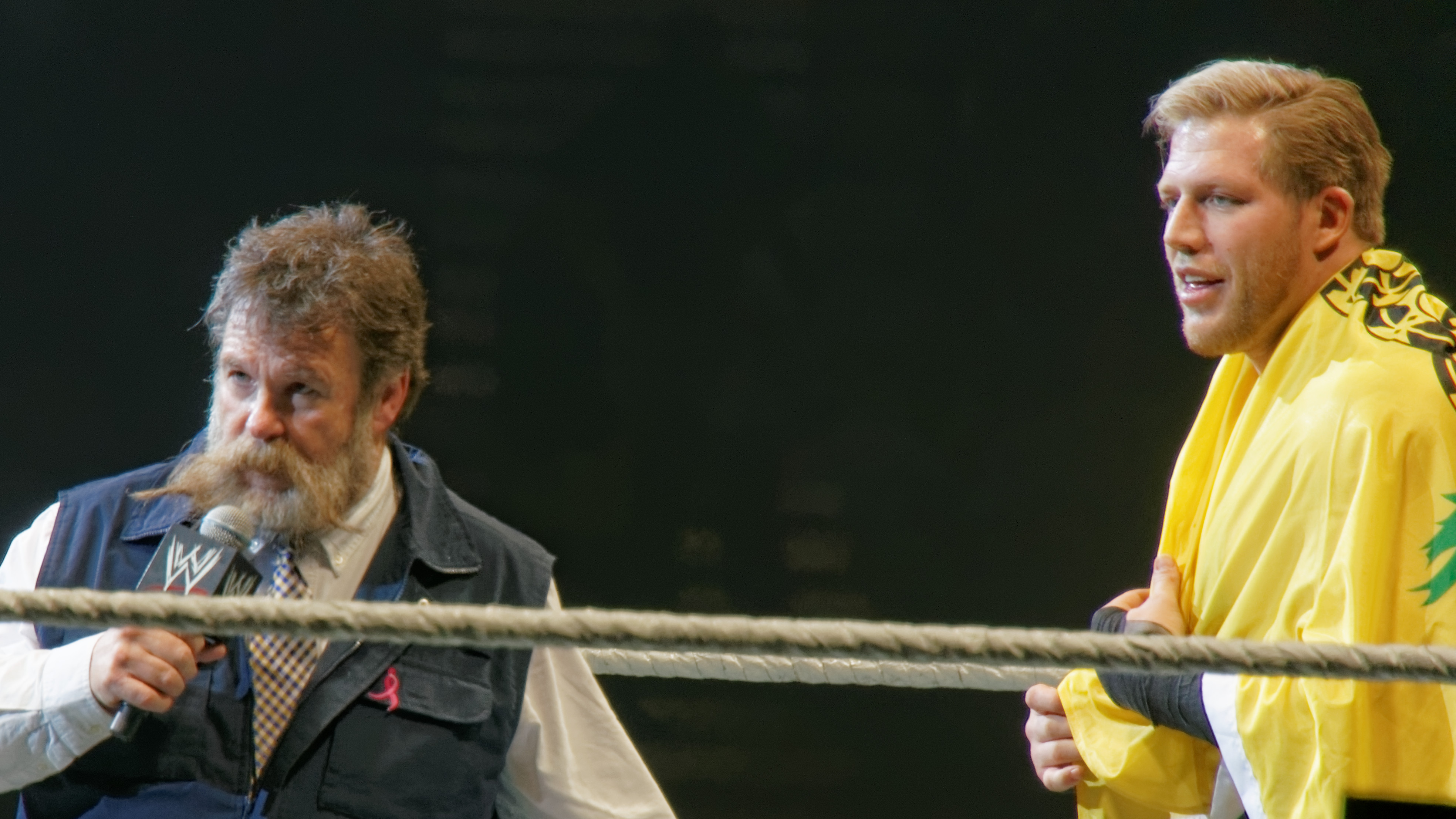
2013年、ゼブ・コルターと名乗ってWWEに登場（右はジャック・スワガー）

2013年2月11日のRAWにて、ジャック・スワガーのマネージャーとしてゼブ・コルター（Zeb Colter）の名でWWEに復帰。排他的な差別主義者をギミックに、グレート・アメリカン（日本語字幕では「建国の父」）としてスワガーに紹介された。その際、過去のギミックからか、カラー・コメンテーターのローラーには「嫌な奴」として、JBLからは「偉人」として評されている。後にスイス人のアントニオ・セザーロも真のアメリカ人として仲間に加え、リアル・アメリカンズのマネージャーとなった。
彼らを援護し王座戦線に何度も顔を出させるが失敗を重ね、2014年4月7日にはセザーロに見限られてポール・ヘイマンの下へと去られ、ロブ・ヴァン・ダムも交えてセザーロと抗争を繰り広げた。7月からは、デビュー以来アメリカを罵り続けたルセフと彼のマネージャーのラナに怒りを向け、スワガーと共に宣戦布告するも敗退。その後はボー・ダラスとの抗争を開始したが、12月1日のRAWにてルセフにバックステージで襲撃され、足を負傷したというアングルのもと、長期欠場することになった。
その後は2015年10月25日のWWEヘル・イン・ア・セルにて、ジョン・シナが保持するUS王座へのオープン・チャレンジの挑戦者を紹介するために登場し、以前に抗争していたアルベルト・デル・リオを紹介した。
2016年5月にWWEを離れ、以降はグローバル・フォース・レスリングを経て、2017年よりクリエイティブ・コンサルタントとしてTNA（インパクト・レスリング）に復帰した。

## 獲得タイトル
NWAミッドアメリカ / CWA / USWA
- NWAミッドアメリカ・ヘビー級王座：12回[8]
- NWAミッドアメリカ・タッグ王座：3回（w / ジプシー・ジョー、ケン・ルーカス×2）[32]
- NWAミッドアメリカTV王座：1回[33]
- NWA南部タッグ王座（ミッドアメリカ版）：1回（w / デビッド・シュルツ）[34]
- NWAテネシー・タッグ王座：2回（w / ジョン・フォリー）[35]
- AWA南部ヘビー級王座：5回[14]
- AWA南部タッグ王座：3回（w / ココ・ウェア、トミー・リッチ、ビル・ダンディー）[18]
- CWAヘビー級王座：3回[36]
- CWAインターナショナル・ヘビー級王座：2回[37]
- CWA世界タッグ王座：2回（w / オースチン・アイドル）[38]
- USWA統一世界ヘビー級王座：1回[28]

サウスイースタン・チャンピオンシップ・レスリング / コンチネンタル・チャンピオンシップ・レスリング
- NWAガルフ・コースト・タッグ王座：1回（w / ロン・バス）[39] ※ダッチ・バス名義
- NWAサウスイースタン・タッグ王座：1回（w / ザ・マタドール）[40]
- NWAサウスイースタン・ヘビー級王座：1回[24]
- NWAサウスイースタンTV王座：1回[41]
- NWAコンチネンタル・ヘビー級王座：1回[42]

セントラル・ステーツ・レスリング
- NWA世界タッグ王座 (セントラル・ステーツ版)：1回（w / ロン・バス）[43]

ジョージア・チャンピオンシップ・レスリング
- NWAジョージア・ジュニアヘビー級王座：1回[13]

ワールド・レスリング・カウンシル
- WWCユニバーサル・ヘビー級王座：1回[44]
- WWC北米タッグ王座：4回（w / フランキー・レイン×3、ダニー・コンドリー）[10]
- WWC世界タッグ王座：1回（w / バウンサー・ブルーノ）[45]

ミッドサウス・レスリング・アソシエーション
- ミッドサウスTV王座：1回[46]

オール・サウス・レスリング・アライアンス
- ASWAジョージア・ジュニアヘビー級王座：1回[5]